# Kõiguste laht
Kõiguste laht är en vik i Estland.   Den ligger i landskapet Saaremaa (Ösel), i den västra delen av landet, 160 km sydväst om huvudstaden Tallinn.